# Арон Аронов
Арон Сабат Аронов е български певец и вокален педагог от еврейски произход.

## Биография
Роден е в гр. Дупница, България на 12 юли 1937 г. Като ученик се занимава със спорт, шах и музика. Става окръжен първенец на 100 метра гладко бягане за юноши, втори е на градския турнир по шахмат и втори на юношеския турнир по тенис на маса в Дупница.
Първите си изяви в оперетни спектакли прави още като ученик в Дупница – в оперетите „Запорожци отвъд Дунава“ (Дунаевски), „Царицата на чардаша“ (И. Калман) и „Хубавата Елена“ с диригент Венета Вичева. Завършва оперно пеене в Българската държавна консерватория и майсторски клас при големия вокален педагог Христо Бръмбаров (педагог също и на Гена Димитрова, Николай Гяуров, Никола Гюзелев, Димитър Узунов).

## Кариера
Първия си професионален дебют прави във Варненската опера с Алфред от „Травиата“ през 1965 г. Следват участия в Софийската опера като Манрико в „Трубадур“ с Александрина Милчева (мецосопран), Стефка Евстатиева (сопран) и Николай Смочевски (баритон), като Ернани в „Ернани“ с Юлия Винер, Щева Бурия в „Йенуфа“.
През 1965 г. става член на състава на Държавния музикален театър „Стефан Македонски“ в София, където поема подадената му щафета от големите български тенори Любомир Бодуров и Минко Босев. Изпълнява всички централни тенорови роли.
Преддебютното му участие е в „Моята прекрасна лейди“ – Фреди, а дебютната му роля е Анж Питу от френската оперета „Дъщерята на мадам Анго“.
В периода от 1965 до 2008 г. е водещ артист в Държавния музикален театър „Стефан Македонски“.
След прекратяване на сценичната си кариера се отдава на вокална педагогика.
Работи с:
- режисьорите Михаил Хаджимишев, Петър Щърбанов, Борис Покровски, Леон Даниел, Гец Първанов, Богдан Ковачев, Пламен Карталов, Румен Нейков, Видин Даскалов, Кузман Попов и др.
- диригентите: Росица Баталова, Радосвета Бояджиева, Михаил Ангелов, Жул Леви, Недялко Недялков, Борис Хинчев, Руслан Райчев, Методи Матакиев, Антон Гуаданьо и др.
- художниците: Мариана Попова, Салваторе Русо и др.

Партнира си:
- в оперетата – с Анета Цанкова, Тинка Краева, Лиляна Кошлукова, Божана Продева, Диана Попова, Лиляна Кисьова, Анелия Шуманова, Донка Шишманова, Хермина Михайлова, Мариана Коцева, Зорка Димитрова, Събина Тянкова, Светлана Иванова, Добрина Икономова, Цветелина Василева, Видин Даскалов, Минко Босев, Хрисанд Бъчваров, Веселин Дамянов, Огнимир Павлов, Стоян Димитров, Любчо Аврамов и др.;
- в операта – с Гена Димитрова, Александрина Милчева, Райна Кабаиванска, Анна Томова-Синтова, Стефка Евстатиева, Юлия Винер, Стефка Минева, Никола Гюзелев, Николай Смочевски, Никола Николов, Румен Дойков, Живко Пранчев, Нико Исаков, Франко Джовине, Нелсон Портела и др.

## Репертоар
За 45-те години творческа кариера Аронов е играл в 975 спектакъла в ролята на Едвин от „Царицата на чардаша“ и 134 в ролята на Фери Бачи от същата оперета. Многобройни са превъплъщенията му в ролите на Данило от „Веселата вдовица“; Граф Тасило от „Графиня Марица“; Адам от „Птицепродавецът“; Айзенщайн, Фалке и Алфред от „Прилепът“; Баринкай и Хомонай от „Цигански барон“; Парис, Ахил и Калхас от „Хубавата Елена“; Паганини от „Паганини“. За героя му на Су Чонг от „Страната на усмивките“ се говори десетилетия наред.
В репертоара му са и централните роли от „Теменужката от Монмартър“, „Принцът от Мадрид“, „Перикола“, „Хубавата Галатея“, „Андалусия“, „Орфей в Ада“, „Рицар Синята брада“ и много други.
Не остава длъжен и към българските заглавия, където изпълнява ролите на Младен и Минко от „Бунтовната песен“ (Г. З. Черкин), Кир Спиридоне от „Рицарят“, Илия от „Луд Гидия“ (П. Хаджиев), Ученият от „Сянката“ (В. Райчев).
За ролите на Сполетта от „Тоска“, Абата от „Андре Шение“, Панг от „Турандот“, Руиц от „Трубадур“, Нормано от „Лучия ди Ламермур“, Овлур от „Княз Игор“, трети евреин от „Саломе“ е наричан „Царят и на малката роля“.
Разкъсвайки се между любовта към оперетата и операта, Арон Аронов участва в две премиери в един ден с почти застъпващ се часови интервал. Стартира с Шулц от „Кабаре“ в Музикалния театър, а след финала, бързайки, се превъплъщава в жреца от „Идоменей“ в Софийската опера.

## Личен живот
Арон Аронов свързва живота си със Здравка Писарева (логопед). Имат дъщеря Сабина, която не тръгва по стъпките на родителите си, а се насочва към филологическите науки. Понастоящем тя е декан на студентите в AUBG (Американски университет в България).

## Записи
През творческата си кариера Арон Аронов записва значително количество аудио и видео записи за фондовете на Българско национално радио (БНР) и Българска национална телевизия (БНТ). Поради политическата и законова конюнктура през съответния период, БНТ и БНР са абсолютни собственици на авторски права. Част от записите са издадени на дискове, но повечето се съхраняват в златния фонд на БНР и БНТ.
- CD – „Прилепът“
- CD – „Царицата на чардаша“
- CD – „Перикола“
- CD – „Графиня Марица“
- CD – Оперета

## Филмография
- Извън пътя (2017) - оперетния артист